# Harpy
«Ха́рпи» (англ. Harpy [ˈhɑːrpi], «гарпия») — опытный американский переносной зенитный ракетный комплекс разработанный в конце 1950-х гг. в инициативном порядке корпорацией «Аудиосоникс». Предлагался для сухопутных компонентов Вооружённых сил США одновременно с перспективным комплексом «Редай» компании «Конвэр». Также как и последний реализовал принцип «выстрелил и забыл». Разработка велась в 1958—1959 гг. В качестве основного потенциального заказчика рассматривалась Армия США. Проект не вышел за пределы научно-исследовательских и опытно-конструкторских работ.

## История
Комплекс был разработан компанией-производителем устройств магнитной записи и воспроизведения, промышленной фото- и видеоаппаратуры, базирующейся в пригороде Лос-Анджелеса — Канога-Парке, штат Калифорния. По заявлению компании-разработчика комплекс обеспечивал поражение низколетящих воздушных целей на расстоянии до 4800 метров. Стоимость серийной ракеты оценивалась руководством компании менее чем в $200, что было неслыханно дешёвой ценой для американского ракетного вооружения (для сравнения, наводящаяся по проводам противотанковая ракета «Кобра» американского производства стоила в пять раз дороже). Вскоре после представления комплекса для прессы в январе 1959 года, краткие сведения о новом образце вооружения были опубликованы авторитетными американскими и мировыми изданиями в сфере вооружения, авиации и ракетостроения. Однако, уже в феврале того же года, Начальник штаба армии США генерал Максвелл Тейлор заявил, что в связи с сокращением статей бюджета на НИОКР военной тематики (Конгресс США, несмотря на протест со стороны Объединённого комитета начальников штабов урезал финансирование армии на 1959—1960 бюджетный год на $3,6 млрд), все программы и проекты перспективного управляемого вооружения класса «земля—воздух», включая средства тактической противовоздушной обороны, приостанавливаются или сворачиваются (указанное событие и последовавший за ним период в истории американского ракетостроения получило в прессе название «ракетный провал»). Журнал «Вестерн аэроспейс» включал «Харпи» в каждое издание своего ежегодного справочника американских летательных аппаратов и ракет за 1959, 1960, 1961 и 1961 гг., однако, достоверных сведений о том, что данный проект действительно продолжался после указанных событий начала 1959 года не имеется. Судьба имеющихся наработок: были ли они проданы более крупным военно-промышленным компаниям или стали тупиковой ветвью развития зенитного управляемого ракетного оружия США так же неизвестно.

## Устройство
Комплекс внешне напоминал собой ручной гранатомёт, состоял из пусковой трубы с ракетой и прицельных приспособлений (съёмных или встроенных не уточнялось). Масса и размеры комплекса в собранном виде позволяли его транспортировку и эксплуатацию одним военнослужащим. Стрельба велась с плеча, от стрелка требовалось навести комплекс на цель, дождаться захвата цели головкой самонаведения ракеты и нажать на спуск.

## Система наведения
По заявлению компании-разработчика зенитная управляемая ракета имела оптико-электронную систему самонаведения (electro-optical homing device). В каком именно волновом диапазоне оптического спектра работала головка самонаведения ракеты и какие принципы работы она реализовала в прессе не уточнялось.

## Сравнительная характеристика
| Прототип | «Redeye»                                                                                                  | «Harpy»                                                                                                   | «Thunderstick»                                       |
| Общие сведения | Общие сведения                                                                                            | Общие сведения                                                                                            | Общие сведения                                       |
| --- | --- | --- | ---------------------------------------------------- |
| Разработчик | «General Dynamics»                                                                                        | «Audiosonics»                                                                                             | «American Rocket»                                    |
| Местонахождение конструкторского бюро | Помона, Калифорния                                                                                        | Канога-Парк, Калифорния                                                                                   | Тейлор, Мичиган                                      |
| Дата обнародования проекта | ноябрь 1958                                                                                               | январь 1959                                                                                               | декабрь 1961                                         |
| Принятие на вооружение | Да | Нет | Нет                                                  |
| Система наведения | | |                                                      |
| Режим управления полётом ракеты | автоматический                                                                                            | автоматический                                                                                            | не предусмотрено                                     |
| Устройство наведения ракеты на цель | оптическая головка самонаведения                                                                          | оптическая головка самонаведения                                                                          | не предусмотрено                                     |
| Устройство наведения ракеты на цель | инфракрасная                                                                                              | неизвестно                                                                                                | не предусмотрено                                     |
| Метод наведения ракеты | двухточечный                                                                                              | двухточечный                                                                                              | полёт по баллистической траектории                   |
| Метод наведения ракеты | пропорционального сближения                                                                               | неизвестно                                                                                                | полёт по баллистической траектории                   |
| Помехозащищённость | относительная                                                                                             | относительная                                                                                             | абсолютная                                           |
| Помехоустойчивость | низкая | низкая | абсолютная                                           |
| Боевые возможности | | |                                                      |
| Запуск ракеты | с плеча                                                                                                   | с плеча                                                                                                   | со станка                                            |
| Скорость полёта ракеты | сверхзвуковая                                                                                             | сверхзвуковая                                                                                             | гиперзвуковая                                        |
| Досягаемость по высоте и дальности до цели | средняя                                                                                                   | максимальная                                                                                              | минимальная                                          |
| Стрельба с оборудованных засадных позиций | эффективна, но у цели есть время среагировать на обстрел                                                  | эффективна, но у цели есть время среагировать на обстрел                                                  | идеальна, у цели нет шансов                          |
| Стрельба по наземным или надводным целям | неэффективна                                                                                              | неэффективна                                                                                              | эффективна                                           |
| Стрельба по быстро маневрирующим воздушным целям | эффективна                                                                                                | эффективна                                                                                                | малоэффективна                                       |
| Стрельба по подскакивающим воздушным целям | малоэффективна                                                                                            | малоэффективна                                                                                            | эффективна                                           |
| Стрельба по воздушным целям на встречных курсах | неэффективна                                                                                              | неизвестно                                                                                                | эффективна                                           |
| Эффективность применения в условиях облачности | ниже, чем в ясную погоду                                                                                  | неизвестно                                                                                                | одинаково высокая                                    |
| Эффективность применения по целям, оставляющим низкоконтрастный тепловой след | ниже, чем по целям с выраженным тепловым контрастом                                                       | неизвестно                                                                                                | одинаково высокая                                    |
| Эффективность применения в тёмное время суток | выше, чем в светлое                                                                                       | неизвестно                                                                                                | ниже, чем в светлое                                  |
| Опасность применения для стрелка и окружающих | минимальная                                                                                               | неизвестно                                                                                                | высокая                                              |
| Демаскирующие факторы стрельбы | норма | неизвестно                                                                                                | максимум                                             |
| Возможность повторного обстрела цели | ограничена необходимостью стрельбы вдогон                                                                 | неизвестно                                                                                                | ограничена необходимостью перезаряжания              |
| Зона непоражаемого пространства над огневой позицией | минимальная                                                                                               | неизвестно                                                                                                | максимальная                                         |
| Возможность смены огневой позиции | сразу после пуска                                                                                         | сразу после пуска                                                                                         | сразу после пуска                                    |
| Ограничения по местности для оборудования огневой позиции и пуска ракет | отсутствуют, может применяться с любого типа местности без предварительных мероприятий по её обустройству | отсутствуют, может применяться с любого типа местности без предварительных мероприятий по её обустройству | имеются, ввиду высокой токсичности и пожароопасности |
| Ложная тревога | приведёт к израсходованию одноразового источника питания                                                  | приведёт к израсходованию одноразового источника питания                                                  | не повлияет на ход дежурства                         |
| Транспортабельность | ограничена транспортной надёжностью оптики и электроники                                                  | ограничена транспортной надёжностью оптики и электроники                                                  | ограничена длиной ракеты                             |
| Примечания | | |                                                      |
| Приведенные оценочные сведения носят абстрактный характер, основаны на заявлениях разработчиков и не основаны на практических результатах совместных испытаний, которых для перечисленных образцов вооружения не проводилось. | | |                                                      |
| Источники: Missile and Space Projects Guide 1962. — N. Y.: Springer, 1962. — P. 76, 147, 201 — 235 p.; New Products // Research/Development Magazine. — Chicago, IL: F. D. Thompson Publications, December 1961. — Vol. 12 — № 12 — P. 68; Workshop Briefs // Interavia. — Cointrin, Switzerland: Interavia S.A., February 1959. — Vol. 14 — № 2 — P. 3. | | |                                                      |